# 55440
55440（五万五千四百四十、ごまんごせんよんひゃくよんじゅう）は、自然数また整数において、55439の次で55441の前の数である。

## 性質
- 55440は合成数であり、約数は1, 2, 3, 4, 5, 6, 7, 8, 9, 10, 11, 12, 14, 15, 16, 18, 20, 21, 22, 24, 28, 30, 33, 35, 36, 40, 42, 44, 45, 48, 55, 56, 60, 63, 66, 70, 72, 77, 80, 84, 88, 90, 99, 105, 110, 112, 120, 126, 132, 140, 144, 154, 165, 168, 176, 180, 198, 210, 220, 231, 240, 252, 264, 280, 308, 315, 330, 336, 360, 385, 396, 420, 440, 462, 495, 504, 528, 560, 616, 630, 660, 693, 720, 770, 792, 840, 880, 924, 990, 1008, 1155, 1232, 1260, 1320, 1386, 1540, 1584, 1680, 1848, 1980, 2310, 2520, 2640, 2772, 3080, 3465, 3696, 3960, 4620, 5040, 5544, 6160, 6930, 7920, 9240, 11088, 13860, 18480, 27720, 55440である。
  - 約数の和は232128。
  - σ(n) > 4n を満たす3番目の数である。1つ前は50400、次は60480。(ただしσは約数関数)（オンライン整数列大辞典の数列 A068404）
- 28番目の高度合成数であり、約数を120個持つ。1つ前は50400、次は83160。
  - 約数を n 個もつ最小の数とみたとき、1つ前の119個は47775744、次の121個は60466176。(オンライン整数列大辞典の数列 A005179)
- 約数の積の値がそれ以前の数を上回る71番目の数である。1つ前は50400、次は65520。（オンライン整数列大辞典の数列 A034287）
  - 自分自身のすべての約数の積が自分自身の60乗になる最小の数である。1つ前の59乗は864691128455135232、次の61乗は3458764513820540928。(オンライン整数列大辞典の数列 A003680)
- 24番目の超過剰数である。1つ前は27720、次は110880。
- 9番目の巨大過剰数である。1つ前は5040、次は720720。(オンライン整数列大辞典の数列 A004490)
- 55440 = 7 × 8 × 9 × 10 × 11
  - 5連続整数の積で表せる7番目の数である。1つ前は30240、次は95040。
  - n = 11 のときの n!/6! の値とみたとき1つ前は5040、次は665280。（オンライン整数列大辞典の数列 A001730）
- 7447番目のハーシャッド数である。1つ前は55423、次は55458。
- 55440 = 24 × 32 × 5 × 7 × 11
  - 5つの異なる素因数の積で p 4 × q 2 × r × s × t の形で表せる最小の数である。次は65520。（オンライン整数列大辞典の数列 A190384）
- 双子素数の平均値になる760番目の数である。1つ前は55338、次は55620。（オンライン整数列大辞典の数列 A014574）
  - 高度合成数が双子素数の平均値になる8番目の数である。1つ前は7560、次は110880。（オンライン整数列大辞典の数列 A068507）
- 55440 = 7! × 11
  - n = 7 のときの n ! × 11 とみたとき1つ前は7920、次は443520。
- 55440 = 54 × 55 × 56/3
  - n = 54 のときの n (n + 1)(n + 2)/3 の値とみたとき1つ前は52470、次は58520。
    - {\displaystyle 55440=\sum _{k=1}^{54}k(k+1)}
- 55440 = 231 × 240
  - n = 231 のときの n (n + 9) の値とみたとき1つ前は54970、次は55912。(オンライン整数列大辞典の数列 A028569)
- 55440 = 2 × 165 × 168
  - n = 165 のときの 2n (n + 3) の値とみたとき1つ前は54776、次は56108。(オンライン整数列大辞典の数列 A139570)